# Рогожин, Иван Михайлович
Ива́н Миха́йлович Рого́жин (1904—1974) — путевой обходчик Муромской дистанции пути Казанской железной дороги (Горьковская область), Герой Социалистического Труда (01.08.1959).
Родился в деревне Бельтеевка (сейчас — Навашинский район Нижегородской области).
С конца 1930-х гг. работал путевым обходчиком, затем бригадиром Муромской дистанции пути на 8-м околотке (Казанская железная дорога). Жил на разъезде Велетьма.
Всегда содержал свой участок в отличном состоянии.
Указом Президиума Верховного Совета СССР от 1 августа 1959 года за выдающиеся успехи, достигнутые в деле развития железнодорожного транспорта, присвоено звание Героя Социалистического Труда.
С 1964 года на пенсии. Жил в городе Муром. Умер в 1974 году.
Награждён медалями «За трудовую доблесть» (10.01.1951) и «За трудовое отличие» (01.08.1953).